# Jovibarba
A Jovibarba a kőtörőfű-virágúak (Saxifragales) rendjébe, ezen belül a varjúhájfélék (Crassulaceae) családjába és a fáskövirózsa-formák (Sempervivoideae) alcsaládjába tartozó kétséges létezésű nemzetség. Az idesorolt három taxont, először a kövirózsák (Sempervivum) közé sorolták, aztán kivonták onnan és létrehozták nekik a Jovibarba nemzetséget, de manapság egyre többen visszahelyezik a kövirózsák közé.

## Rendszerezés
Ha ez a nemzetség még érvényes volna, akkor az alábbi 3 taxon tartozna ide:
- Jovibarba globifera (L.) J.Parn. = Sempervivum globiferum L.
- Jovibarba heuffelii (Schott) Á.Löve & D.Löve = Sempervivum heuffelii Schott
- Jovibarba hirta (L.) Opiz = Sempervivum globiferum subsp. hirtum (L.) 't Hart & Bleij

## Érdekesség
A taxon neve (Iovi és barba) latinról magyarra fordítva szó szerint „jupiterszakállat” jelent.